# The House with a Clock in Its Walls
The House with a Clock in Its Walls (bra: O Mistério do Relógio na Parede; prt: O Mistério da Casa do Relógio) é um filme de comédia de terror e fantasia gótica estadunidense de 2018 dirigido por Eli Roth e escrito por Eric Kripke. É baseado no romance de mesmo nome de John Bellairs, ilustrado por Edward Gorey. O filme é estrelado por Jack Black, Cate Blanchett, Owen Vaccaro, Renée Elise Goldsberry, Sunny Suljic e Kyle MacLachlan e foi lançado pela Universal Pictures em 21 de setembro de 2018.

## Sinopse
Sr. Lewis Barnavelt é um jovem órfão que ajuda seu Sr. Tio Jonathan e uma bruxa chamada Sra. Zimmerman para encontrar um relógio mágico que contém o poder de trazer o fim do mundo.

## Elenco
- Jack Black como Jonathan Barnavelt, tio de Lewis.
- Cate Blanchett como Florence Zimmerman, uma bruxa e vizinha de Jonathan, bem como sua melhor amiga.
- Owen Vaccaro como Lewis Barnavelt, sobrinho de 10 anos de Jonathan.
- Kyle MacLachlan como Isaac Izard, marido de Selena e o sinistro guardião original da casa.
- Renée Elise Goldsberry como Selena Izzard, esposa de Isaac.
- Sunny Suljic como Tarby Corrigan.
- Colleen Camp como Sra. Hanchett, o vizinho rabugento de Jonathan Barnavelt.
- Vanessa Anne Williams como Rose Rita Pottinger
- Lorenza Izzo como Sra. Barnavelt, mãe de Lewis.

## Produção
A filmagem principal começou em 10 de outubro de 2017.

## Estreia
The House with a Clock in Its Walls foi lançado pela Universal Pictures em 21 de setembro de 2018.

## Recepção
The House with a Clock in Its Walls recebeu críticas mistas e positivas da crítica e do público. No site especializado Rotten Tomatoes, o filme tem uma aprovação de 66%, com base em 181 críticas, com uma classificação de 5,9/10, enquanto por parte do público tem uma aprovação de 48%, com base em 2.291 votos, com uma classificação de 3,2/5.
O site Metacritic deu ao filme uma pontuação de 57 em 100, com base em 38 comentários, indicando "críticas mistas". O público pesquisado pelo CinemaScore deu ao filme um "B+" em uma escala de A+ a F. Na página do  FilmAffinity, o filme tem uma classificação de 5,3/10, com base em 448 votos.